# توم وارنر (كاتب)
توم وارنر هو كاتب كندي، ولد في 1952.